# Belocera nigrinotalis
Belocera nigrinotalis är en insektsart som beskrevs av Linxian Ding och Yang 1986. Belocera nigrinotalis ingår i släktet Belocera och familjen sporrstritar. Inga underarter finns listade i Catalogue of Life.